# Julijan Rewaj
Julijan Iwanowycz Rewaj, ukr. Юліян Іванович Ревай, czes. Július Révay (ur. 24 czerwca 1899 we wsi Mircza (komitat Ung), zm. 30 kwietnia 1979 w Nowym Jorku) – ukraiński polityk i działacz oświatowy. Premier Karpato-Ukrainy (15–18 marca 1939).

## Życiorys
Urodził się w rodzinie nauczyciela. W 1917 ukończył seminarium nauczycielskie w Ungvar (Użhorodzie), pracował jako nauczyciel. W latach 1922–1935 urzędnik Ministerstwa Oświaty i Szkolnictwa Czechosłowacji w administracji krajowej Rusi Podkarpackiej. Jednocześnie członek zarządu krajowej Proswity, sekretarz Towarzystwa Pedagogicznego Rusi Podkarpackiej, działacz Płastu, autor podręczników szkolnych. W latach 1935–1939 deputowany do parlamentu Czechosłowacji z listy partii socjaldemokratycznej.
Po układzie monachijskim i wyodrębnieniu Ukrainy Karpackiej jako autonomicznej części Czecho-Słowacji powołany na stanowisko ministra komunikacji, handlu i pracy w rządzie Andrija Brodija, w pierwszym rządzie Augustyna Wołoszyna minister komunikacji, robót publicznych, zdrowia i spraw socjalnych, w drugim rządzie Wołoszyna (1 grudnia 1938 – 6 marca 1939) minister bez teki. Jeden z założycieli Ukraińskiego Zjednoczenia Narodowego, 12 lutego 1939 wybrany na posła do 32-osobowego autonomicznego Sejmu Ukrainy Karpackiej.
Po proklamacji 15 marca 1939 przez Sejm Ukrainy Karpackiej niepodległej Karpato-Ukrainy został powołany przez prezydenta Augustyna Wołoszyna na stanowisko premiera Karpato-Ukrainy, pełniąc jednocześnie funkcję ministra spraw zagranicznych, co zatwierdził Sejm Ukrainy Karpackiej. Obie funkcje pełnił do 18 marca 1939, gdy stolica Karpato-Ukrainy Chust została zajęta przez wojska węgierskie, a (nieuznawana międzynarodowo) państwowość Karpato-Ukrainy zlikwidowana.
W latach 1939–1945 mieszkał w Bratysławie na terytorium Słowacji, wobec ofensywy Armii Czerwonej w III 1945 wyjechał do Pragi w Protektoracie Czech i Moraw. W maju 1945 został aresztowany w Pradze przez NKWD, udało mu się zbiec do amerykańskiej strefy okupacyjnej Niemiec.
W 1948 wyemigrował do Stanów Zjednoczonych, gdzie w latach 1949–1957 był szefem biura Ukraińskiego Komitetu Kongresowego Ameryki. Następnie dyrektor Ukraińskiego Instytutu Ameryki w Nowym Jorku. Od 1954 prezes Federalnej Spółdzielni Kredytowej „Samopomicz”. Inicjator budowy pomnika Tarasa Szewczenki w Waszyngtonie.